# Улица Тверитина
У́лица Твери́тина (до 1919 года состояла из двух независимых элементов — Архиерейского переулка и Ночлежной или Симеоновской улиц) расположена между улицами Степана Разина и Буторина в Центральном жилом районе Екатеринбурга (Ленинский Октябрьский административные районы). Протяженность улицы с запада на восток составляет 2100 м. Своё современное название улица получила в честь уральского большевика-подпольщика Вениамина Домятьевича Тверитина, расстрелянного белогвардейцами 30 июля 1918 г. в Екатеринбурге.

## История и достопримечательности
Застройка Архиерейского была начата в конце XVIII — начало XIX века, на прилегающей к нему территории строились салотопенные, маслобойные и кожевенные предприятия, а в первой четверти XIX века — загородные усадьбы крупных промышленников и купцов.
В дореволюционном Екатеринбурге улица состояла из двух самостоятельных элементов: от улицы Уктусской до реки Исеть — Архиерейский переулок, и от реки Исеть до 2-й Восточной — ул. Ночлежная (Симеоновская). Обе части соединялись пешеходным деревянным Архиерейским мостом, который был разобран жителями города на топливо в 1942—1944 годах. На углу Архиерейской (Толстиковской) улицы и Архиерейского переулка в доме Рязанова была оборудована резиденция екатеринбургского викарного архиерея, позднее к дому в направлении переулка была пристроена Крестовая церковь (архитектор М. П. Малахов). Дом напротив с садом до Исети принадлежал семье промышленников Баландиных.
Ночлежная улица застраивалась с середины XIX века. Она выходила к Ночлежной площади, где в 1901 году была заложена церковь-школа Во Имя Праведного Симеона Верхотурского (тогда же улица была переименована в Симеоновскую).
В 1920-е годы на месте усадьбы Баландиных построили гараж, а позднее — производственные здания завода «Радиатор» («Композит»). На продолжении улицы Тверитина за рекой Исетью некоторое время работал завод химреактивов (позднее переведён в Верхнюю Пышму). Заброшенные склады завода химреактивов стояли вплоть до 80-х годов двадцатого века. На вид они являлись ничем иным, как одноэтажными деревянными постройками, забитыми до отказу продукцией завода. В начале 90-х годов XX века, склады, располагавшиеся меж улиц Чапаева и Степана Разина снесли, продукцию утилизировали.